# Jan Brouwer (voetbaltrainer)
Jan Brouwer (Vlaardingen, 24 mei 1940) is een Nederlands voormalig voetbalcoach.
Brouwer deed het CIOS met voetbal als specialisatie. Hij begon zijn trainersloopbaan bij De Hollandiaan en was vervolgens assistent bij GC & FC Olympia uit Gouda. Nadat hij eerst een jaar assistent geweest was van Lászlo Zalai, volgde hij de Hongaar in 1967 op als hoofdtrainer van Fortuna Vlaardingen en was destijds de jongste trainer in het betaaldvoetbal. Hij had nog geen diploma maar kreeg daarvoor dispensatie van Georg Keßler. In 1968 behaalde hij het diploma Oefenmeester A nadat hij een jaar eerder nog gezakt was. Tevens was hij een van de coaches van Jeugdplan Nederland afdeling Rotterdam, een door de bond geïnitieerde selectie van jeugdvoetballers van amateurclubs per district. Op voorspraak van Keßler werd Brouwer in 1970 een van de vier bondstrainers bij de KNVB naast bondscoach František Fadrhonc, Siem Plooijer en Arie de Vroet. Hij hield zich bezig met het Jeugdplan Nederland en de spelers van 14 tot 17. Brouwer volgde Keßler een jaar later naar RSC Anderlecht als diens assistent. Toen Keßler begin 1973 ontslagen werd, nam hij enkele weken later ook ontslag.
Van 1973 tot 1978 was Brouwer trainer van Willem II. Hij werkte kort in de verslaggeving van het sportradioprogramma Langs de Lijn. In 1979 ging hij naar de Verenigde Staten waar hij voor het sportmarketingbedrijf Inter Football (IF) van Maarten de Vos coördinator was voor jeugdtrainers. In 1982 haalde Willem II hem voor een jaar terug als coach. Brouwer was vervolgens van 1983 tot 1987 trainer van Helmond Sport. Daarna was hij twee jaar hoofdtrainer bij FC Volendam en ging vanaf 1989 de commerciële- en voetbalorganisatie van de club reorganiseren. In 1996 was hij na afloop van de reguliere competitie ad-interim nog hoofdtrainer van Volendam als opvolger van Bert Jacobs en hield de club via de nacompetitie in de Eredivisie. Als manager was hij tot september 1997 aan de club verbonden. Van juli 1998 tot januari 2000 was Brouwer algemeen manager van RBC.
Per juni 2000 ging Brouwer aan de slag als technisch adviseur van de Zambiaanse voetbalbond. Een maand later werd hij aangesteld als bondscoach. Met Zambia bereikte hij de halve finale van de COSAFA Cup in 2001. In september 2001 werd hij door de CAF voor een jaar geschorst na een incident met een official na een Afrika Cup kwalificatiewedstrijd in en tegen Madagaskar. In november werd hij door de Zambiaanse bond, ondanks een nog een jaar doorlopend contract, vervangen. Hierna volgde een conflict met de bond over zijn salaris wat resulteerde in een politieke kwestie in Zambia. Brouwer bleef tot eind 2002 in Zambia hiervoor.. Eind december 2002 ging hij voor twee jaar aan de slag bij Atlético Petróleos in Angola. Na 18 wedstrijden werd hij ontslagen vanwege onenigheid met de clubleiding. In november 2004 werd hij aangesteld bij de Angolese club CD Primeiro de Agosto. In 2006 werd hij met de club landskampioen en werd de beker gewonnen. In november 2007 werd hij ontslagen. Hierna ketste een aanstelling bij Kabuscorp SC af. In april 2008 werd hij eveneens in Angola coach van GD Sagrada Esperança. Met die club degradeerde hij in november 2008. In mei 2011 tekende hij een vijfjarig contract als jeugdtrainer bij Clube Naval de Porto Amboim en werd hij tevens hoofdtrainer van Progresso Associação do Sambizanga. Na dat seizoen werd hij vervangen als trainer van Progresso. Brouwer bleef in Angola wonen waar hij een B&B dreef. In 2019 bracht hij een boek uit over zijn loopbaan.
- Gemeinsame Normdatei: 172010810
- International Standard Name Identifier: 0000 0000 2378 796X
- Library of Congress Control Number: n81101746
- Nederlandse Thesaurus van Auteursnamen: 068203640
- Système universitaire de documentation: 15685080X
- Virtual International Authority File: 266956334
- WorldCat: E39PBJcrjgwF4JgmGygmhGqWjC